# 基隆市警察局
25°07′46″N 121°44′59″E / 25.129569°N 121.749601°E
基隆市警察局（簡稱基隆市警局、基市警局）為基隆市最高警察行政機關，隸屬於內政部警政署及基隆市政府，負責基隆市內治安之維護及市內所有警察行政、人事、教育及訓練等事務。總局設於信義區信二路及義五路口，下轄四個分局。

## 歷史沿革

### 日治時期
基隆街在1924年12月25日升格為基隆市，並同時設立「基隆警察署」，管轄基隆市的警察事務，位置在基隆郡役所廳舍（原址現為基隆市防災大樓）內。1935年9月2日，設立「基隆水上警察署」，基隆港、連接基隆港的運河、基隆市沿岸海面、基隆嶼、花瓶嶼、棉花嶼、彭佳嶼改由其管轄。1938年7月28日，位在壽町（現在信二路、義五路口）的基隆警察署廳舍完工舉行落成式，其為一棟兩層樓的現代主義風格建築，由台灣總督府營繕課井手薰設計。1944年5月12日，設立「基隆消防署」，位在基隆市義重町。基隆警察署在1944年6月轄下的派出所包含：日新町、田寮町、元町、旭町、西町、明治町、瀧川町、仙洞町、真砂町、社寮町、八斗子、深澳坑、大武崙等13處警察官吏派出所。

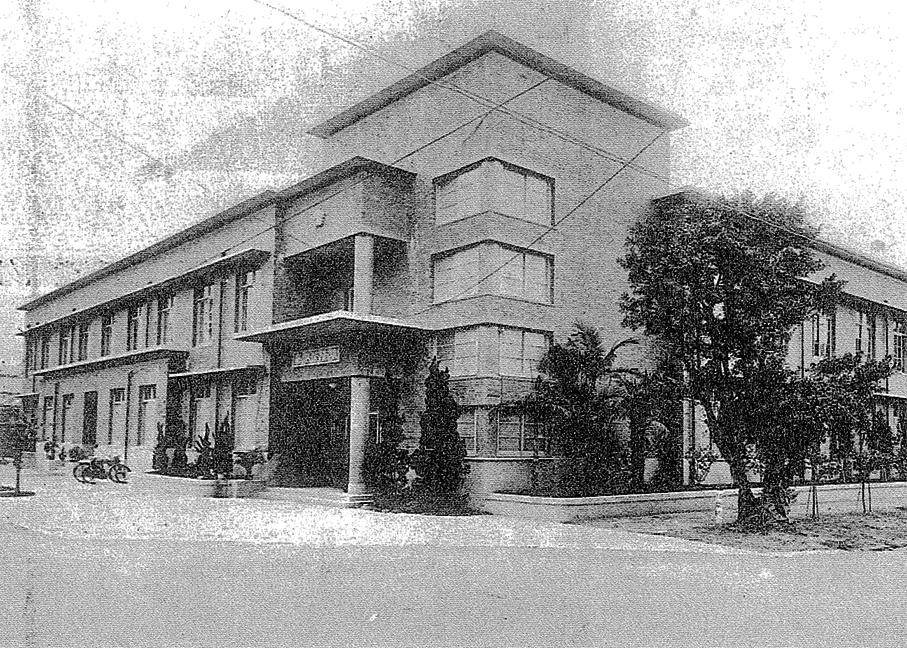
1938年落成的基隆警察署廳舍

### 戰後
原日治時期台北州下的基隆警察署、基隆水上警察署、基隆消防署在1945年11月合併為「基隆市警察局」，下設第一科、第二科、第三科、秘書室、會計室、督察處、偵緝隊、消防隊、衛生隊、第一分局、第二分局、水上分局、18個派出所；1947年2月增設第三分局，1958年7月增設第四分局，1967年8月增設第五分局。
1947年7月，基隆市警察局水上分局與基隆港務局港務警察隊整併為「基隆港務警察局」。1948年7月，基隆港務警察局更名為「基隆港務警察所」，隷屬臺灣省政府警務處，並受基隆港務局指揮監督。1958年7月，基隆港務警察所回歸基隆市警察局管轄。
1984年，基隆市警察局廳舍拆除改建為現貌。1986年1月，基隆市警察局裁撤第五分局。1987年7月，基隆市警察局設置安檢課，接管漁港安全檢查。1992年7月，基隆市各戶政事務所劃歸基隆市政府民政局。1993年12月，基隆市警察局增設資訊室。1998年7月，基隆市消防局成立，基隆市警察局消防警察隊裁撤移撥消防局。2000年2月，基隆市警察局漁港安全檢查移撥行政院海岸巡防署，裁撤六個漁港安檢所。2000年6月，基隆市警察局成立公共關係室。2000年7月，基隆市警察局成立少年警察隊、女子警察隊。

## 本局單位
基隆市警察局在2022年2月之編制包含13科、3室、2中心、1大隊、4隊、4分局、20派出所，編制員額1,274人。
- 分局：第一分局、第二分局、第三分局、第四分局
- 直屬(大)隊：刑事警察大隊、交通警察隊、保安警察隊、少年警察隊、婦幼警察隊

- 科室：行政科、保安科、訓練科、外事科、後勤科、保防科、防治科、鑑識科、督察科、公共關係科、秘書科、資訊科、法治科、人事室、會計室、政風室
- 中心：勤務指揮中心、民防管制中心[7]

## 分局
| 分局名稱 | 照片 | 轄區           | 地址                | 人口    | 面積 | 創立時間   | 分駐所（派出所）                                         | 網址                                  |
| -------- | ---- | -------------- | ------------------- | ------- | ---- | ---------- | -------------------------------------------------------- | ------------------------------------- |
| 第一分局 |      | 仁愛區         | 仁愛區仁五路22號    | 48,628  | 4.2  | 1945年11月 | 忠二路、延平、南榮                                       | 1st.klg.gov.tw （页面存档备份，存于） |
| 第二分局 |      | 信義區、中正區 | 信義區信二路193號   | 107,346 | 20.7 | 1945年11月 | 信六路、安瀾橋、和一路、深澳坑、八斗子、信義、東光、正濱 | 2nd.klg.gov.tw （页面存档备份，存于） |
| 第三分局 |      | 七堵區、暖暖區 | 七堵區明德一路142號 | 93,929  | 87.6 | 1947年2月  | 百福、七堵、復興、瑪陵、八堵、暖暖、碇內                 | 3rd.klg.gov.tw （页面存档备份，存于） |
| 第四分局 |      | 中山區、安樂區 | 安樂區麥金路242號   | 133,501 | 28.2 | 1958年7月  | 安樂、安定、中山、中華路、大武崙                         | 4th.klg.gov.tw （页面存档备份，存于） |

## 外部連結
- 基隆市警察局 （页面存档备份，存于）（繁體中文）（英文）

- YouTube上的基隆市警察局頻道
- YouTube上的基隆市警察局少年警察隊頻道

- 基隆市警察局第一分局的Facebook專頁
- 基隆市警察局第二分局的Facebook專頁
- 基隆市警察局第三分局的Facebook專頁
- 基隆市警察局第四分局的Facebook專頁

- YouTube上的基隆市警察局第三分局頻道